# Viver e Morrer em Los Angeles
To Live and Die in L.A. (br/pt: Viver e Morrer em Los Angeles) é um filme americano de 1985, do gênero ação, dirigido por William Friedkin.
Gerald Petievich, autor do romance que deu origem ao filme, divide os créditos do roteiro com o William Friedkin. Michael Mann processou William Friedkin por plágio, acusando-o de ter roubado o conceito de sua série para televisão Miami Vice, mas acabou perdendo o processo.
As cenas de prisão foram filmadas na penitenciária de San Luis Obispo (California) e prisioneiros reais foram utilizados como figurantes.

## Sinopse
O agente federal Richard Chance jurou eliminar um falsificador assassino por todos os meios ao seu alcance. Ele está farto de jogar pelas regras, por isso chantageia uma linda mulher em liberdade condicional, desobedece as ordens dos superiores e dirige em alta velocidade, no sentido contrário, em uma auto-estrada repleta de carros. 

## Elenco

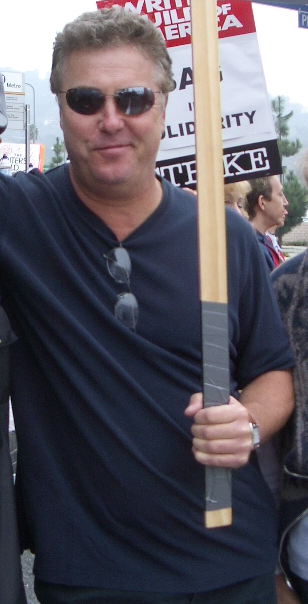
William Petersen

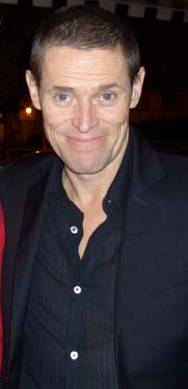
Willem Dafoe

- William Petersen .... Richard Chance
- Willem Dafoe .... Eric Masters ('Rick')
- John Pankow .... John Vukovich
- John Turturro .... Carl Cody
- Dean Stockwell .... Bob Grimes
- Steve James .... Jeff Rice
- Robert Downey .... Thomas Bateman
- Christopher Allport .... Max Waxman

## Prêmios e indicações
- William Friedkin recebeu o prêmio da audiência no Cognac Festival du Film Policier, na França.
- Recebeu dois prêmios no Stuntman Awards, sendo que um deles pela seqüência mais espetacular.